# Famille Parthon de Von
La famille Parthon de Von olim Parthon est une famille de la noblesse belge originaire de Châteauroux en France, où elle occupe dès le XVIe siècle des fonctions dans l'administration, la justice et les Eaux et Forêts. Sa filiation est suivie depuis Étienne Parthon, né en 1575, chirurgien et bourgeois de Châteauroux. Son petit-fils Sulpice Pierre Parthon, né en 1649, est conseiller et avocat du roi, et avocat en parlement. Son descendant est pourvu en juillet 1786 de l'office d'avocat général aux requêtes de l'hôtel du roi.
En 1830 la famille se fixa en Belgique et acquit la nationalité belge. Elle fut reconnue noble et anoblie en tant que de besoin en Belgique en 1845 et reçut le titre de chevalier en 1845 pour une branche subsistante et en 1874 pour une branche éteinte. 

## Histoire

### En France à Châteauroux
On trouve famille Parthon à Châteauroux où elle occupe dès le XVIe siècle des fonctions dans l'administration, la justice et les Eaux et Forêts du duché de Châteauroux.
Sa filiation remonte Étienne Parthon, chirurgien et bourgeois de Châteauroux, né en 1575 et marié en 1608 Marguerite Bilhon. Ils eurent pour fils Etienne Parthon, né et baptisé le 28 mai 1610 à Châteauroux,, qui épousa en 1643 à Châteauroux (paroisse Saint-Denis) Catherine Catherinot.
Pierre Parthon (1649-1727), fils d'Étienne Parthon et de Catherine Catherinot, marié en 1682 à Anne Marie Basset est bourgeois de Châteauroux et maire de Châteauroux en 1689.
Michel Parthon, un des chefs de la milice bourgeoise de Châteauroux est sieur de Von.
Étienne-Sulpice Parthon (1714-1793), marié à Marie Pelletier, appartenait à l'administration de Châteauroux comme notable en  1776. Conseiller et avocat du roi du bailliage de Châteauroux, il fut pourvu le 26 juillet 1786 de l'office d'avocat général aux requêtes de l'hôtel du roi.
Son fils, François Parthon de Von né à Châteauroux le 18 juillet 1763, fut lieutenant d'artillerie et épousa en 1779 Andrée Jeanne Rosalie Thoinnet de La Turmelière dont il eut Édouard, né à Nantes le 1er avril 1788. Il fut le premier à ajouter le nom de la terre de Von à son nom.

### En Belgique (à partir de 1830)

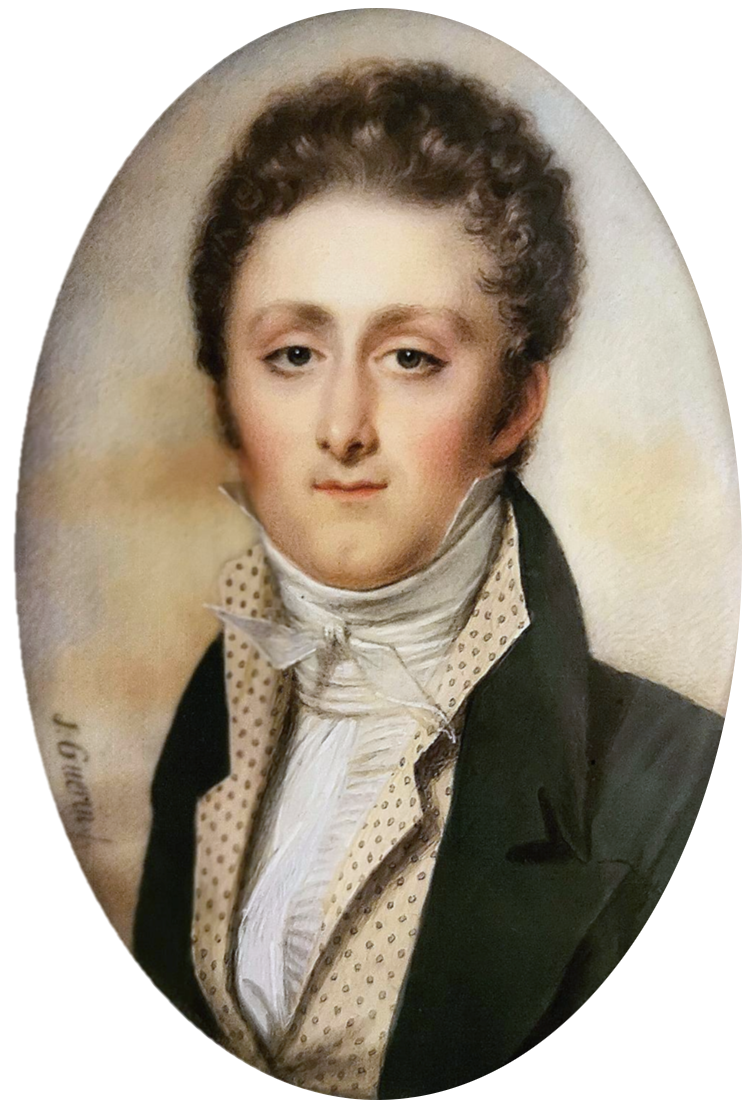
Portrait du Chevalier Parthon de Von (1788 - 1877) par le peintre français Jean-Urbain Guérin.

La famille Parthon de Von se fixa en Belgique au début du XIXe siècle avec Édouard Parthon de Von, chevalier de la Légion d'honneur, né à Nantes, le 1er avril 1788. Volontaire royal le 20 mars 1815, attaché à la maison militaire du roi Louis XVIII pendant son séjour à Gand, nommé consul de France à Ostende en 1815, puis créé chevalier de la Légion d'honneur en octobre 1827, enfin nommé consul de France à Anvers en octobre 1829. À la révolution de 1830, il donna sa démission de consul, ne voulant point prêter serment à la nouvelle dynastie. Il s'établit près d'Anvers, au château de Middelheim, pour se consacrer à l'horticulture et l'écriture et publia en 1843 un recueil de fables. Le botaniste belge Charles Morren lui dédie l'Orchidaceae Parthoni.

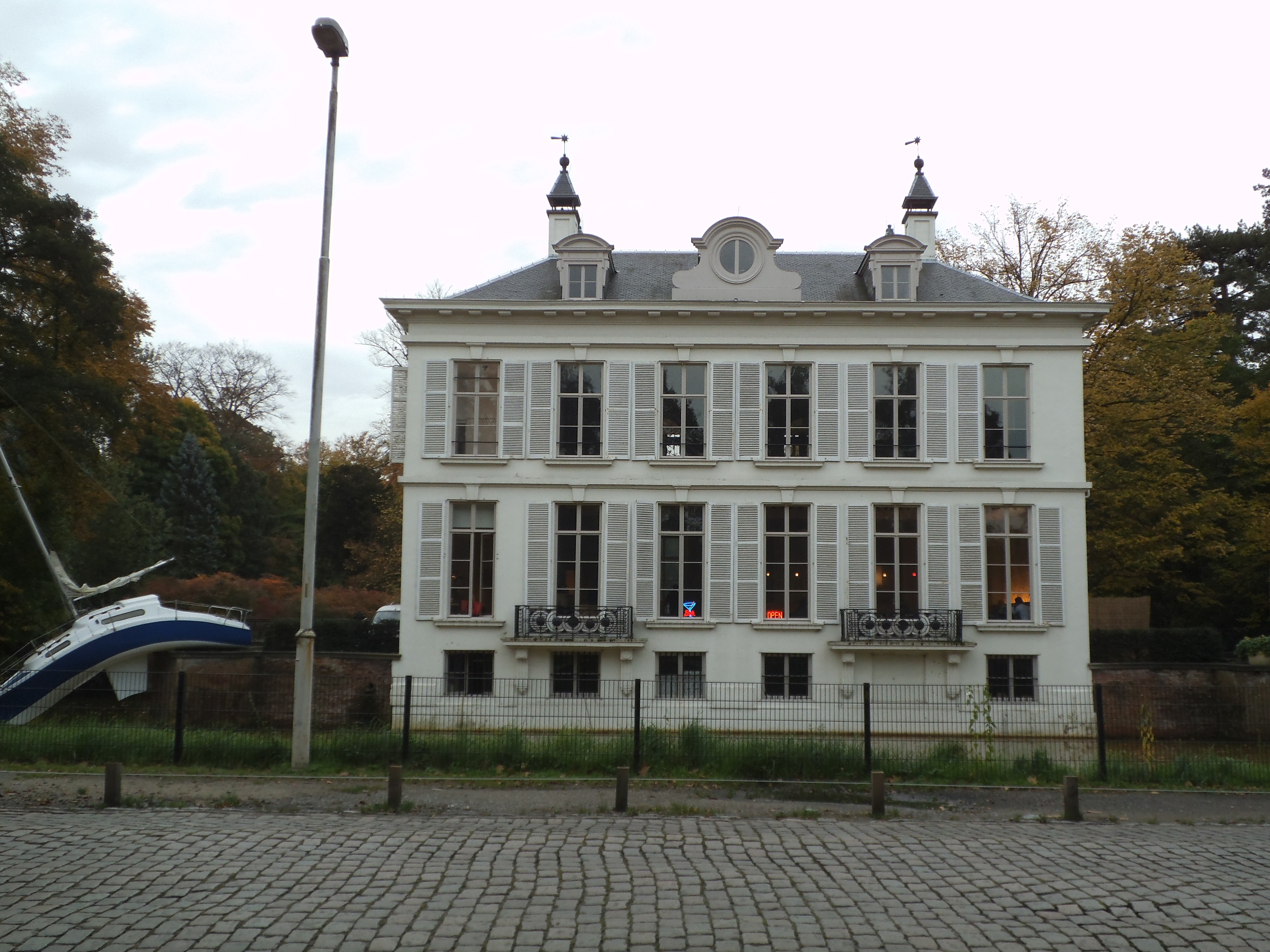
Château de Middelheim à Anvers.

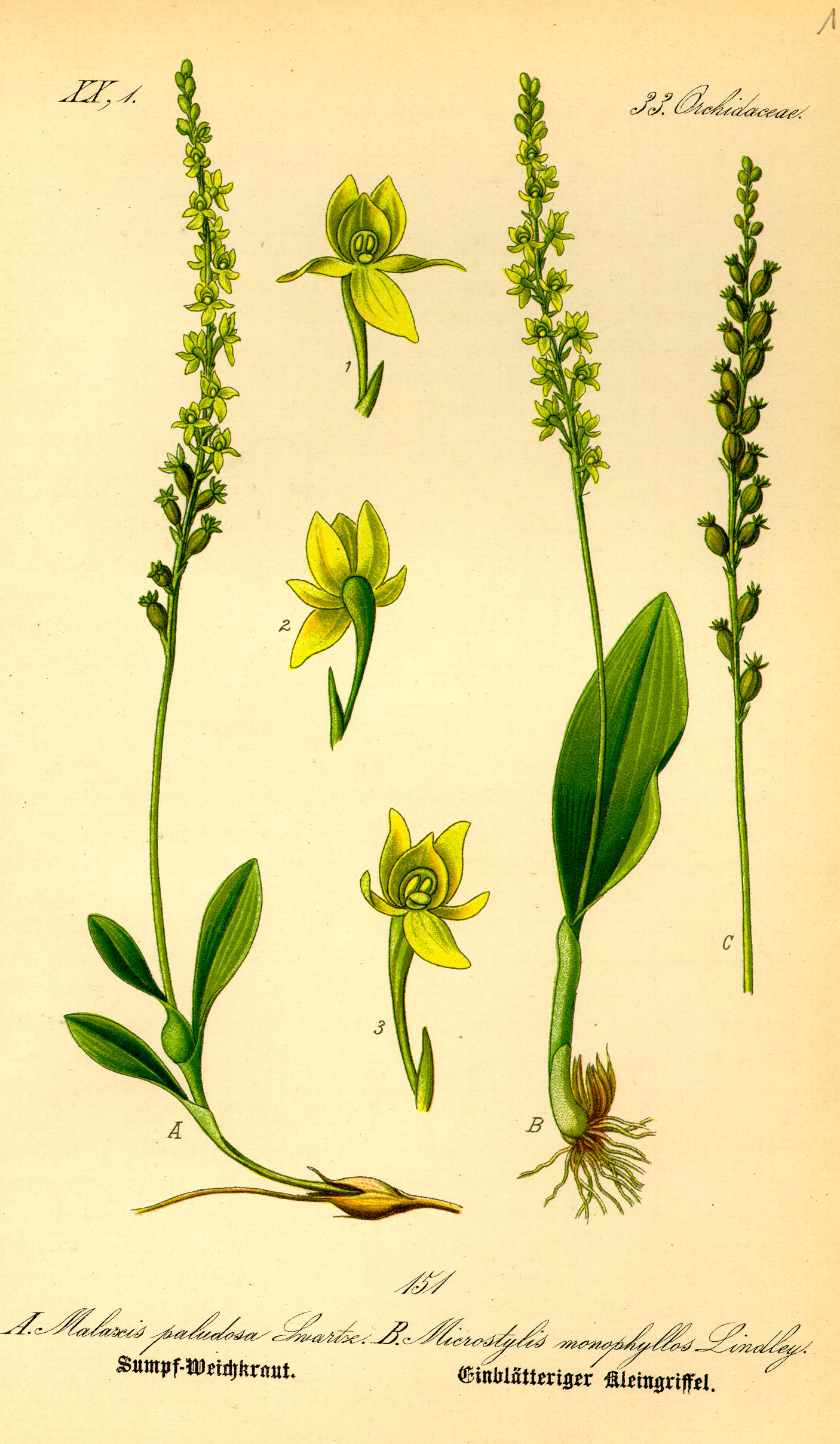
Illustration botanique de l'Orchidaceae Parthoni par le professeur Charles Morren.

De son mariage le 31 mai 1813 avec Jeanne Catherine Victoire van de Velde, Édouard Parthon de Von eut une fille Jenny, mariée au baron Charles de Vivario de Ramezée et deux fils, Édouard et Édouard-Henri, naturalisés belges et confirmés nobles et anoblis en tant que de besoin par lettres patentes du 2 janvier 1845,,.

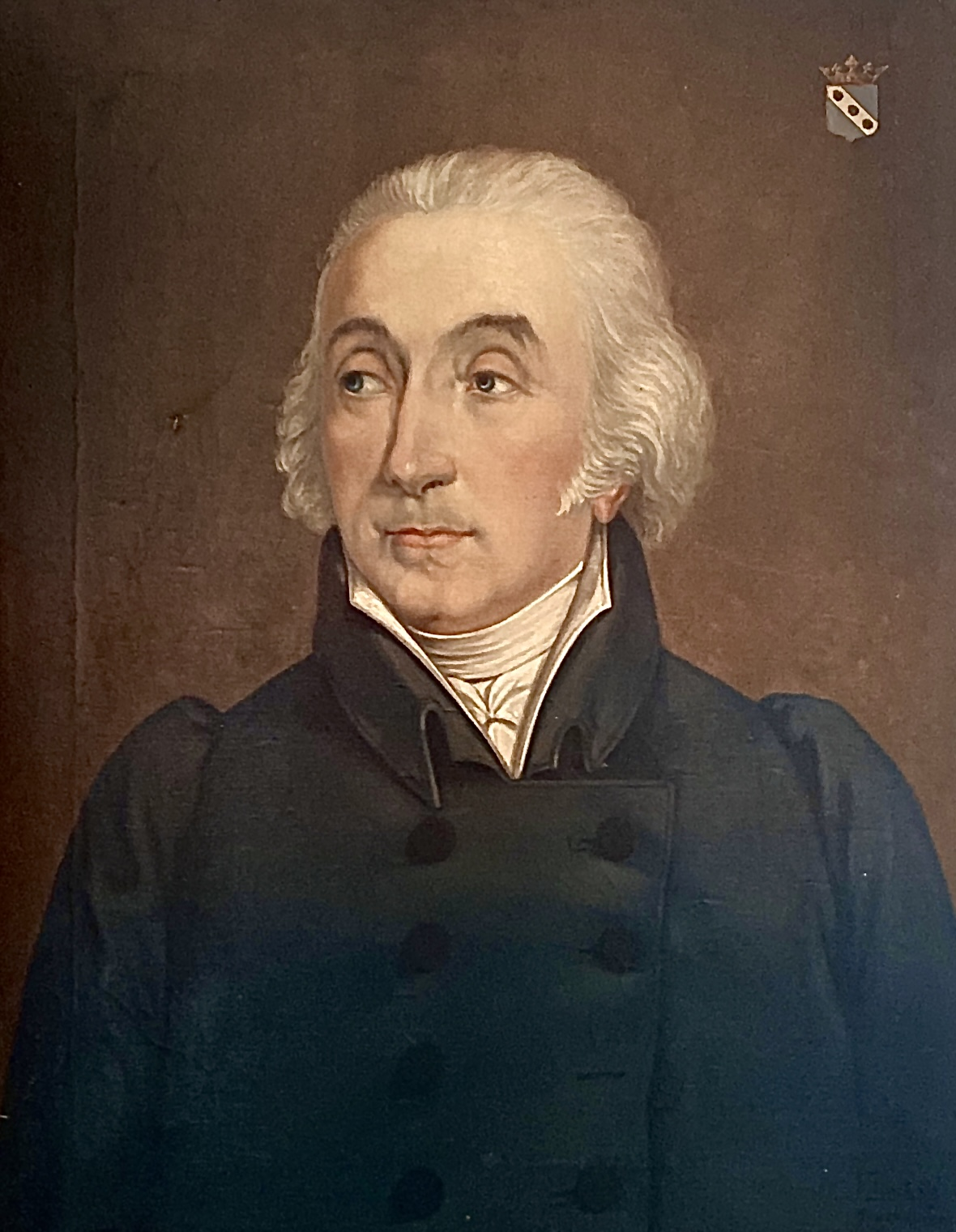
Portrait du chevalier Alphonse Parthon de Von (1858-1932), châtelain et bourgmestre de Horrues

Alphonse-Henri Parthon de Von devint bourgmestre de Horrues en 1890, son fils Edouard-Joseph Parthon de Von fut vice-consul d'Espagne et d'Argentine à Tournai.

## Généalogie
L'Annuaire de la noblesse de Belgique (1851), l'État présent de la noblesse du royaume de Belgique (1960) et l'État présent de la noblesse belge (2002) donnent la filiation suivante :
- Chevalier Sulpice Étienne Parthon de Von (1714-1793), conseiller du roi ∞ Marie Le Pelletier dit de Martainville.
  - Chevalier François Parthon de Von (1753-1812), officier d'artillerie ∞ Andrée Thoinnet de La Turmelière.
    - Chevalier Édouard Parthon de Von (1788-1877), consul de France ∞ Jeanne Van de Velde.
      - Chevalier Édouard Parthon de Von (1814-1897) ∞ Comtesse Amélie de Coopmans
        - Chevalier Alphonse Parthon de Von (1858-1932), bourgmestre et châtelain de Horrues ∞ Marie Fontaine de Ghélin[20].
          - Chevalier Édouard Parthon de Von (1881-1945), vice-consul de France ∞ Yvonne de Séjournet de Rameignies[21].
            - Chevalier Étienne Parthon de Von (1916-1989), président du Royal Auto-Moto Club du Hainaut [22] ∞ Françoise de Bonnières[23].
              - Chevalier François Parthon de Von (1964-), directeur d'une société à Cognac[24],[25] et président de l'association des résidents de l'île Tascon [26],[27] ∞ Sophie de La Peschardière.
                - Gautier Parthon de Von, écuyer (1996-)[28].

              - Lieutenant-colonel Gérard Parthon de Von (1966-), chef d'escadron [29],[30] ∞ Florence d'Eimar de Jabrun [31].

      - Chevalier Édouard Henri Parthon de Von (1819-1892) (sans postérité).

## Noblesse
- Par décret du roi des Belges du 18 juin 1844 et lettres patentes du 2 janvier 1845 Édouard Parthon de Von et son frère Édouard Henri Parthon de Von reçurent confirmation de noblesse et anoblissement en tant que de besoin[32],[17].
- Par lettres patentes du 2 janvier 1845 Édouard Parthon de Von reçut le titre de chevalier, transmissible en ligne masculine par ordre de primogéniture[17] Cette branche subsiste.
- Par lettres patentes du 25 juin 1871 Édouard Henri Parthon de Von reçut le titre de chevalier transmissible à tous ses descendants de sexe masculin[17]. Cette branche est éteinte[33].

Dans une lettres du 19 juillet 1843 adressée au prince de Ligne, ambassadeur de Belgique en France, François Guizot, ministre des affaires étrangères, écrivait : 
« Il n’y a pas de doute sur le droit qu’à exercé M. Parthon de Von, aujourd’hui Consul honoraire de France, de porter depuis les premières années de la Restauration le titre de Chevalier. Il appartient à une famille de robe, qui jouissait de la noblesse dès avant le siècle de Louis XIV, et qui, si elle n’a pas jeté d’éclat, a laissé du moins un nom honoré dans la magistrature parlementaire. Le cabinet généalogique offre plusieurs fois, à la date des premières années du règne de Louis XIV, le nom de Parthon, avec la qualification de Messire, chevalier, issu de noble race, seigneur de Von, des Moreaux et de Corceloup.

Et quand bien-même cette famille n’eut pas joui de la noblesse à cette époque, la possession en eût été acquise à la branche de laquelle descendent les demandeurs, car un de leurs ancêtres, avocat général aux requêtes de l’hôtel dépendant du parlement de Paris, aurait profité du bénéfice d’une ordonnance royale en date du 6 novembre 1657, par laquelle sont déclarés nobles, eux et leur postérité, ceux des avocats, conseillers et maîtres des requêtes de l’hôtel qui ne seraient pas issus de noble race...»
Il est à noter que contrairement à ce qu'écrit François Guizot, les premiers membres de la famille Parthon (Étienne Parthon marié en 1608 Marguerite Bilhon, Etienne Parthon, marié en 1643 à Catherine Catherinot, Pierre Parthon (1649-1727), marié en 1682 à Anne Marie Basset, Sulpice Etienne Parthon, marié à Marie Pelletier etc.) sont bourgeois de Châteauroux et ne portent aucune qualification noble dans les actes,,.
D'autre part, Sulpice Étienne Parthon de Von (1714-1793) devint en 1786 avocat général aux requêtes de l'hôtel du roi mais cette charge demandait 20 ans d'exercice pour acquérir la noblesse.

## Blasonnement
| Armoiries | Blasonnement | Devise                                              |
| --------- | --- | --------------------------------------------------- |
|           | Couronne : de chevalier surmontée d'un heaume d'argent grillé, colleté et liseré d'or. Écu : d'azur à la bande d'argent chargé de trois pommes de pin au naturel posées dans le sens de la bande, les queues en haut. | Cedant arma togae « L'armée cède le pas à la toge » |

## Sépulture
La concession perpétuelle de la famille acquise en 1840 est au cimetière de Laeken.[réf. nécessaire]

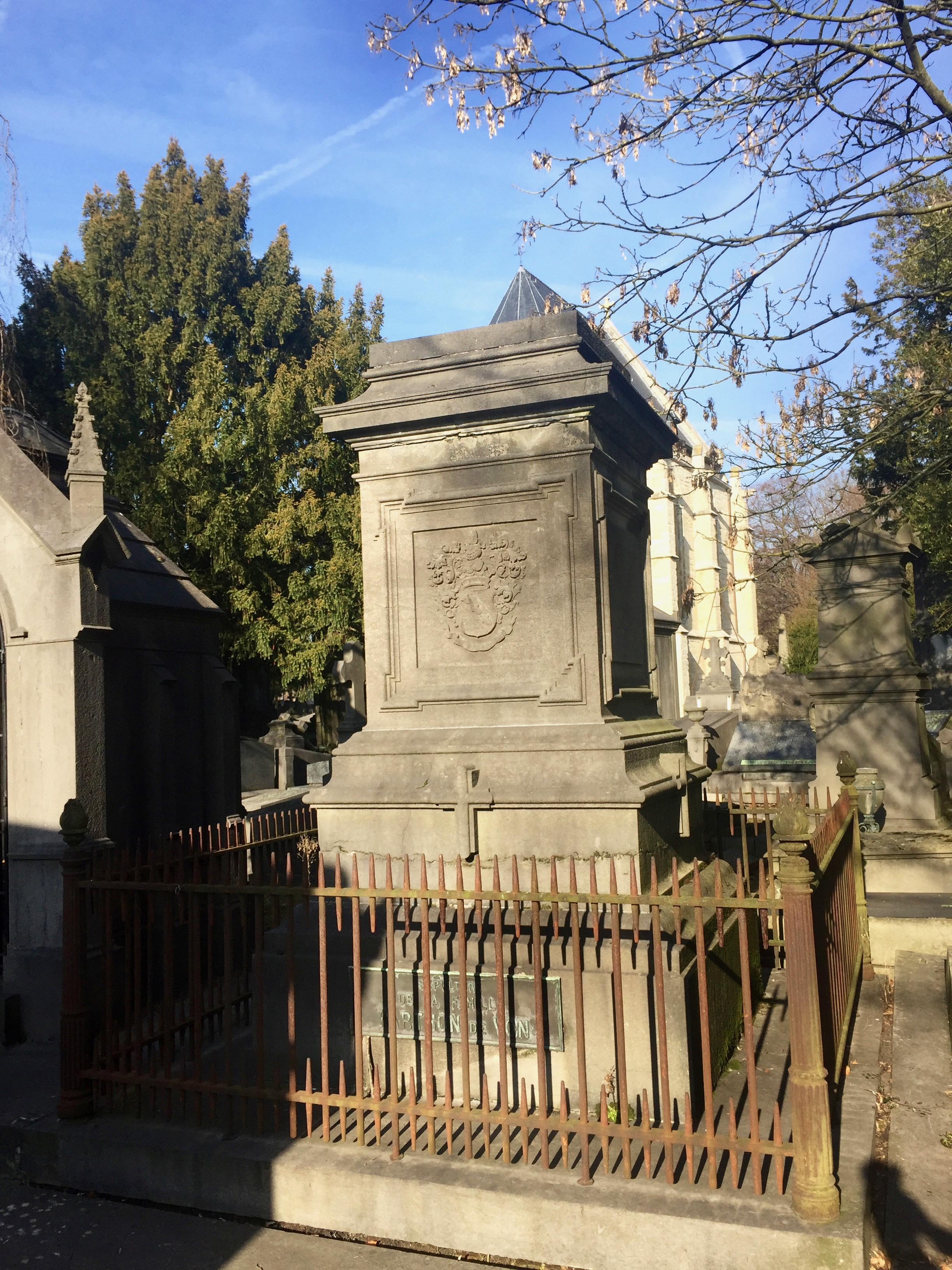
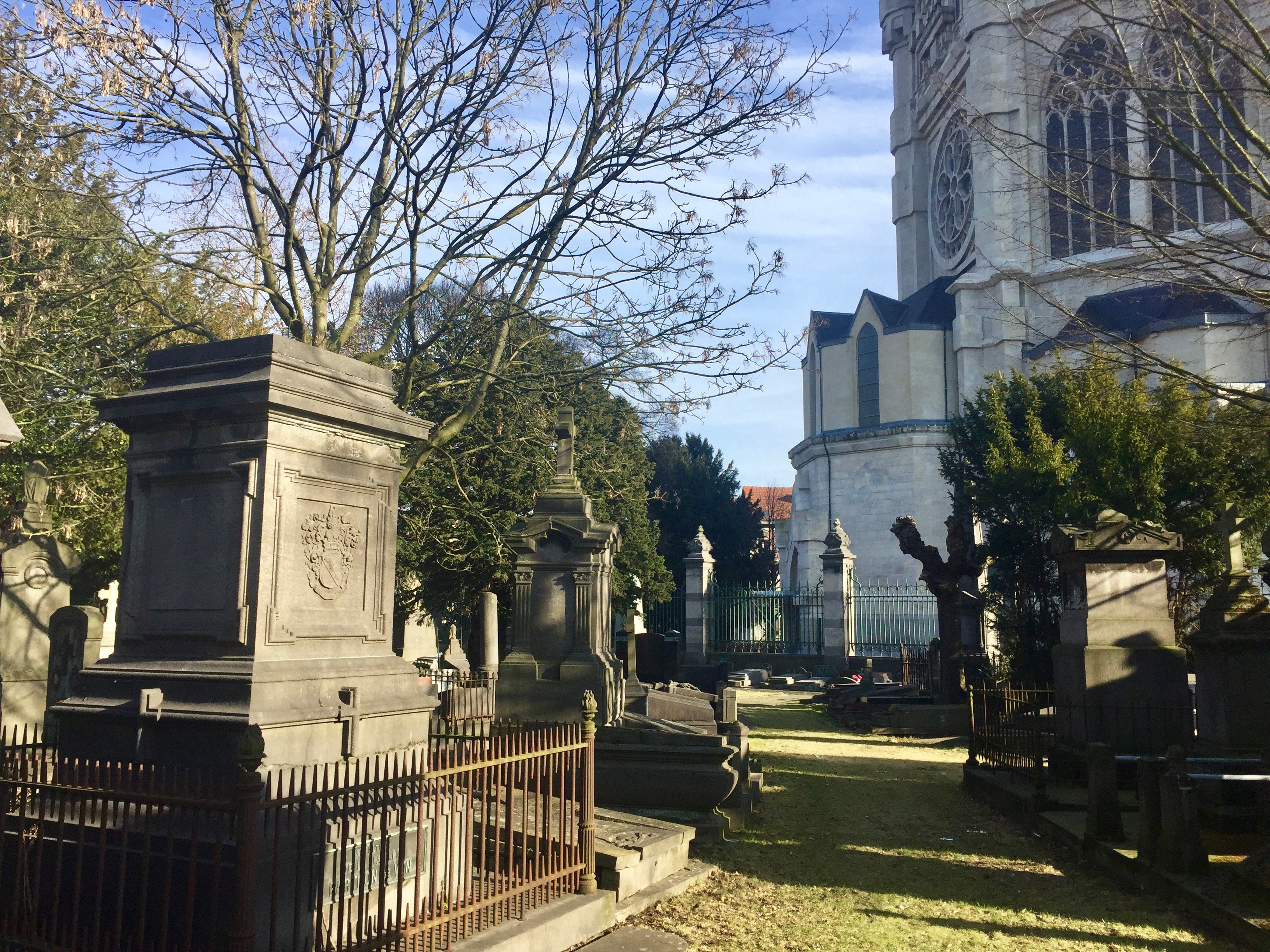

## Alliances
Bilhon, Catherinot (1643), Basset, Thoinnet de La Turmelière (1779), Van de Velde (1813), de Coopmans (1849), Cogels, Fontaine de Ghélin (1880), du Bois (1880), de Séjournet de Rameignies (1905), de La Kethulle de Ryhove (1928), de Bonnières (1962) etc.